# Фред Керлі
Фредрик Лі Керлі (англ. Fredrick Lee Kerley; нар. 7 травня 1995) — американський легкоатлет, який спеціалізується в бігу на короткі дистанції.

## Із життєпису
Срібний (2021)та бронзовий (2024) олімпійський призер з бігу на 100 метрів.
Чемпіон світу з бігу на 100 метрів (2022), естафетного бігу 4×100 метрів (2023) та естафетного бігу 4×400 метрів (2019).
Срібний призер чемпіонату світу з естафетного бігу 4×400 метрів (2017). Бронзовий призер чемпіоната світу з бігу на 400 метрів (2019).
Срібний призер чемпіонату світу в приміщенні з естафетного бігу 4×400 метрів (2018).
Переможець Діамантової ліги з бігу на 100 метрів (2021) та 400 метрів (2018).
Чемпіон США у бігу на 100 метрів (2022) та 400 метрів (2017, 2019).
Один з небагатьох легкоатлетів у світі, особисті рекорди якого на основних спринтерських дистанціях (100, 200 та 400 метрів) є меншими за 10, 20 та 44 секунди відповідно.

## Основні міжнародні виступи
| Рік  | Змагання                     | Місто     | Місце            | Дисципліна | Примітки         |
| ---- | ---------------------------- | --------- | ---------------- | ---------- | ---------------- |
| 2017 | Чемпіонат світу              | Лондон    |                  | 400 м      | Відео на YouTube |
| 2017 | 2                            | 4×400 м   | Відео на YouTube |            |                  |
| 2018 | Чемпіонат світу в приміщенні | Бірмінгем | 2                | 4×400 м    | Відео на YouTube |
| 2019 | Світові естафети             | Йокогама  | DQ               | 4×400 м    | Відео на YouTube |
| 2019 | Чемпіонат світу              | Доха      | 3                | 400 м      | Відео на YouTube |
| 2019 | 1                            | 4×400 м   | Відео на YouTube |            |                  |
| 2021 | Олімпійські ігри             | Токіо     | 2                | 100 м      | Відео на YouTube |
| 2021 | 2заб6                        | 4×100 м   | Відео на YouTube |            |                  |
| 2022 | Чемпіонат світу              | Юджин     | 1                | 100 м      |                  |